# SS Oceanic (1965)
El S/S Oceanic era un buque de pasaje. Fue construido para la compañía Italo-Suiza- Home Lines.
El buque de 774 pies eslora, 97 pies de manga, y 38.772 toneladas de arqueo bruto (GT). 
Botado en 1963 en el despertar de la época de los buques de pasaje oceánicos, el S/S Oceanic fue construido en principio con un propósito dual. Se construyó incluyendo muchas innovaciones que son comunes en los buques de cruceros actuales, propio de los buques con sala de máquinas situada a popa, suites con balcones y una piscina en la cuaderna central con un "Magrodome", techo rectráctil encima de la piscina.
Originalmente fue diseño para navegar entre puertos de Estados Unidos de América como Nueva York y Montreal hacia Europa durante la primavera y el verano, y hacia el Mar Caribe durante el invierno. Pero el avance y el desarrollo de los vuelos transoceánicos forzaron a la Home Lines a cancelar las rutas previstas. Se le reasignó un crucero de siete días de duración a Nassau (Bahamas). Este servicio semanal gozó de gran popularidad.

## Trayectoria con la Premier Cruises
El S/S Oceanic fue comprado por la cía. Premier Cruises en 1986 y se le asignó una ruta de 3 - 4 días desde Puerto Cañaveral hacia Nassau. Posteriormente el casco fue pintado de rojo brillante y fue renombrado como "Big Red Boat I", a pesar de que continuó con el mismo trayecto. Este crucero pudo ser combinado con el fletamento para la Walt Disney World.
La cía. entró en bancarrota en el año 2000, el buque fue detenido por ejecución de avales bancarios por las autoridades portuarias y amarrado durante largo tiempo. La Premier Cruises se vio obligado a vender el buque.

## Trayectoria con Pullmantur
El barco fue comprado por la compañía española Pullmantur Cruises en 2002.
Su casco fue repintado en blanco y azul (blanco para la obra muerta y azul para la obra viva) y le fue devuelto el nombre original. En diciembre de 2008 continuó en servicio por el Mediterráneo. A principios de 2009 fue vendido a la ONG peace boat.

## Trayectoria con peace boat
Durante la semana del 3 al 9 de mayo de 2010, fue atacado pos piratas somalies cerca de la costa de Yemen. El buque, fue atacado con granadas, pero consiguieron evitar el ser abordado adoptando maniobras en zig-zag y lanzando a los piratas agua a alta presión. Los piratas, fueron apresados por fuerzas de la OTAN.
Finalmente fue vendido en mayo de 2012 para su desguace en la ciudad china de Zhoushan y sustituido por el buque Ocean Dream.